# مستشفى الحياة بورفؤاد
مستشفى الحياة بورفؤاد هي مستشفي في بورسعيد، بورسعيد، مصر.

## الوصف
تبلغ الطاقة الاستيعابية لمستشفى الحياة بور فؤاد، 108 سرير ما بين أسرة داخلي وعناية مركزة سواء للكبار أو للأطفال وكذلك الطوارئ والعمليات والإفاقة والإنعاش الرئوي، علاوة على أسرة الحضانات لخدمة حديثي الولادة والمبتسرين، كما تضم المستشفى 12 عيادة خارجية في تخصصات (الجراحة، العلاج الطبيعي، الأنف والأمن والحنجرة، التخاطب والسمعيات، النفسية والعصبية، الباطنة، النساء والتوليد، الأطفال، الأسنان، العظام).
تضم وحدة الغسيل الكلوي في المستشفى، 27 ماكينة غسيل كلوي.